# Daniela Dröscher
Daniela Dröscher (Monaco di Baviera, 4 giugno 1977) è una scrittrice tedesca.

## Vita
Daniela Dröscher è nata il 4 giugno 1977 a Monaco di Baviera ed è cresciuta insieme alla sorella minore Stefanie nel villaggio di Becherbach, ai piedi dell'Hunsrück. La madre, figlia di emigranti della Slesia, è stata prima corrispondente in lingue straniere e in seguito casalinga, mentre il padre era responsabile della progettazione presso un'azienda di tecnologie di trasmissione. Dopo aver studiato germanistica, filosofia e inglese a Treviri e Londra, ha conseguito il dottorato in Studi sui media presso l'Università di Potsdam con una tesi sulla poetica di Yōko Tawada. Ha pubblicato racconti su riviste e antologie. Dal 2008 al 2010 ha studiato scrittura scenica presso l'UniT di Graz.
Nel 2022 il suo romanzo Bugie su mia madre è stato selezionato per il Deutscher Buchpreis.
Dröscher vive con la sua famiglia a Berlino.

## Premi
- 2005 – Premio per la saggistica della Jungen Akademie Berlin
- 2005 – Premio Schiller per la saggistica della città di Weimar
- 2009 – Martha-Saalfeld-Förderpreis
- 2009 – Premio Anna Seghers
- 2012 – Bayern 2-Wortspiele-Preis
- 2012 – Premio letterario Arno-Reinfrank
- 2012 – Premio letterario dell'università di Coblenza per Die Lichter des George Psalmanazar
- 2017 – Premio Robert Gernhardt per il romanzo Alle, die mich kennen
- 2022 – Finalista al Deutschen Buchpreis con Bugie su mia madre

## Opere

### Teatro
- Hundert Blumen (2009)
- HIMMELANGST (2009)
- Als wäre ich Papier (2010)
- Wer aus mir trinkt, wird ein Reh. Ein Wagner-Projekt nach Tristan und Isolde (2011)
- Madame Bovary (2011)
- Eheleute und Ehelose (2013)
- Gespenster in Göttingen (2014)
- Parsifal – einer von uns, mit uns, unter uns (2014)

### Romanzi
- Die Lichter des George Psalmanazar, Berlin Verlag, Berlino 2009, ISBN 978-3-8270-0873-2.
- Pola, Berlin Verlag, Berlino 2012, ISBN 978-3-8270-1106-0.
- Zeige deine Klasse: Die Geschichte meiner sozialen Herkunft, Hoffmann e Campe Verlag, Amburgo 2018, ISBN 978-3-455-00431-1.
- Lügen über meine Mutter, Kiepenheuer & Witsch, Colonia 2022, ISBN 978-3-462-00199-0 (in italiano Bugie su mia madre, traduzione di Flavia Pantanella, Roma, L'orma editore, 2025, ISBN 979-1-254-76112-0).

### Racconti
- Gloria. Erzählungen, Berlin Verlag, Berlino 2010, ISBN 978-3-8270-0907-4.

### Altro
- Die Witwen, in Polar, n. 2 (2006)
- Schiller acht oder vom Wunsch, Indianer zu werden, in sprachgebunden, n. 3 (2007)
- Gloria, in Bella triste, n. 22, Hildesheim 2008.
- Was will sie mit Kaninchen?, in Perspektiven, n. 58 (2008)
- Glückliche Räume, in Bella triste, n. 26, Hildesheim 2010.
- Zeige deine Klasse. Die Geschichte meiner sozialen Herkunft, Essay, Hoffmann und Campe, Amburgo 2018.
- Daniela Dröscher/Paula Fürstenberg (a cura di): check your habitus, Sukultur Verlag, Berlino 2021.